# Incisa in Val d'Arno
Incisa in Val d'Arno is een plaats en een voormalige gemeente in de Italiaanse provincie Florence (regio Toscane) en telde 6373 inwoners op 31 december 2012. Op 1 januari 2014 is Incisa gefuseerd met Figline Valdarno tot de nieuwe gemeente Figline e Incisa Valdarno. De oppervlakte van de voormalige gemeente Incisa bedraagt 26,5 km², de bevolkingsdichtheid is 240 inwoners per km². Incisa ligt circa 20 km ten zuidoosten Florence. De plaats is gelegen in een vernauwing in het Valdarno Superiore, een groot bekken in het dal van de Arno ten noorden van Arezzo. De rivier heeft zich in Incisa door het vaste gesteente moeten insnijden. Dit verklaart de naam van de plaats. De gemeente is goed bereikbaar met een eigen afrit van de snelweg A1 Milaan - Rome en een station aan de oude spoorlijn Florence - Rome.

## Demografie
Incisa in Val d'Arno telt ongeveer 2151 huishoudens. Het aantal inwoners steeg in de periode 1991-2001 met 3,6% volgens cijfers uit de tienjaarlijkse volkstellingen van ISTAT.
| Jaar | Inwoneraantal |
| ---- | ------------- |
| 1991 | 5312          |
| 2001 | 5503          |
| 2004 | 5787          |
| 2012 | 6373          |

## Geografie
De voormalige gemeente Incisa in Val d'Arno strekte zich uit van het Arnodal op 115 m tot de heuvels van de Chianti (Monte del Chianti) op ca. 450 m boven zeeniveau. Het oude centrum van Incisa ligt op ca. 126 m. boven zeeniveau.
Binnen de gemeente lagen de volgende kernen: Burchio, Loppiano, Palazzolo en Poggio alla Croce.

Incisa in Val d'Arno grensde aan de volgende gemeenten: Figline Valdarno, Greve in Chianti, Reggello, Rignano sull'Arno.

## Partnersteden
- Erzhausen (Duitsland)
- Malgrat de Mar Spanje